# Sundhed på Bhutanesisk
|  | Denne artikel er oprettet af botten PalnaBot ud fra en ekstern database. Den kan derfor have sproglige fejl eller mangler. Denne skabelon kan fjernes efter kontrol af indholdet. |

Sundhed på Bhutanesisk er en dokumentarfilm fra 2000 instrueret af Hans Wessing efter eget manuskript.

## Handling
Det er vigtigere at øge bruttonationalglæden end bruttonationalproduktet. Således har den bhutanesiske konge i FN formuleret en fremtidsvision for sit land. Buddhismen spiller en stor rolle i Bhutan, og i regeringens overordnede strategi defineres udvikling som både åndelig, følelsesmæssig og økonomisk velfærd. Det danske bistandssamarbejde med Bhutans sundhedssektor skulle evalueres efter 7 års indsats. Og Udenrigsministeriets evalueringssekretariat stod for at sende et hold uafhængige og kritiske, internationale eksperter til Bhutan. Filmen følger evalueringsholdets arbejde og giver samtidig et enestående indblik i bjerglandets kultur og sundhedsvæsen, der kombinerer traditionelle behandlingsmetoder med moderne medicinske. På Det Danske Filminstituts hjemmeside www.dfi.dk findes supplerende materiale til filmen.